# 中華人民共和國—危地馬拉關係
中華人民共和國—危地馬拉關係（西班牙語：Relaciones entre la República Popular China y la República de Guatemala）是指中華人民共和國與危地馬拉的外交關係。兩國未曾建交，也并未在对方首都互设具有大使馆职能的代表机构。危地馬拉自1933年起與中華民國建交。目前中华人民共和国对危地马拉的相关事务由驻哥斯达黎加大使馆兼辖。

## 历史
1952年，瓜地馬拉政府曾派代表團參加在北京舉行的亚洲太平洋地区和平会议。
1997年1月，由于危地马拉政府连续4年支持中華民國加入联合国，中国动用聯合國安全理事會否決權反对联合国向危地马拉派遣155名军事观察员。
中国驻联合国代表秦华孙更在大会中发表谴责声明：
|  | 令人遗憾的是，连续四年来，危地马拉政府不顾中国再三劝告，公然违背《联合国宪章》的宗旨和原则，在联合国内竭力支持分裂中国的活动。更有甚者，危地马拉政府不顾中国政府的严正劝告，执意邀请台湾当局参加危地马拉的和平协定签署仪式，为其从事分裂中国的活动提供场所。 危地马拉当局不能指望一方面要求中国在安理会与其合作，另一方面又做损害中国主权和领土完整的事。 |

2015年1月9日，危地马拉外长莫拉莱斯率领代表团参加了在北京举行的中国—拉共体论坛首届部长级会议。2018年1月21日至22日，危地马拉副外长率领代表团参加了在智利圣地亚哥举行的中国—拉共体论坛第二届部长级会议。
2019冠狀病毒病疫情期間，危地馬拉總統亚历杭德罗·贾马太声称中華人民共和國有意向向危地馬拉提供2019冠狀病毒病疫苗，希望危地馬拉與中華民國斷交，但遭其拒絕。
2024年9月，中国—拉共体“四驾马车”外长在联大一般性辩论期间举行第八轮对话，危地马拉代表参加。
中华人民共和国对危地马拉相关事务曾由驻墨西哥大使馆兼辖，2007年中国与哥斯达黎加建交后，改为由驻哥斯达黎加大使馆兼辖。

## 經貿關係

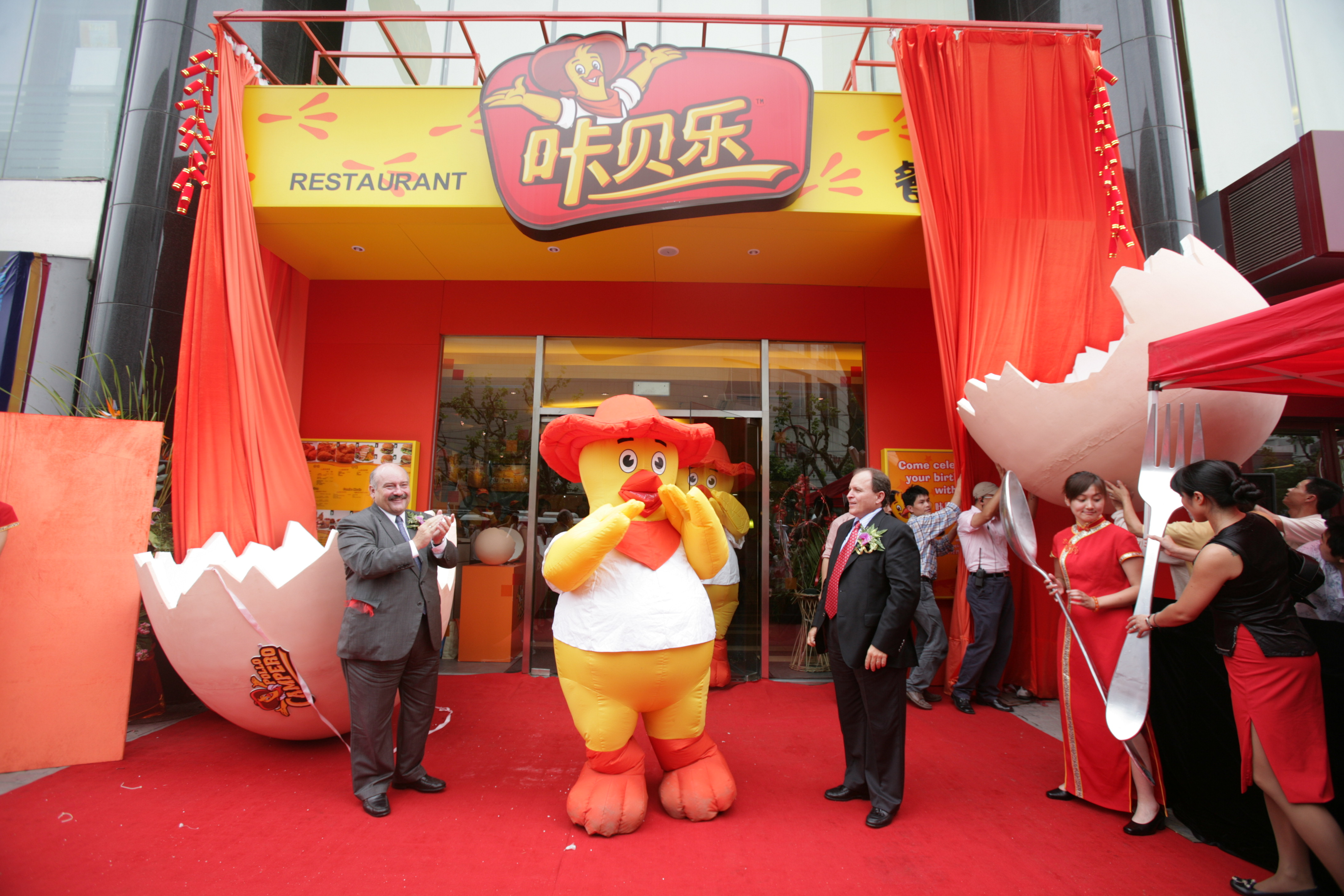
咔贝乐上海

2007年，瓜地馬拉餐飲集團咔貝樂在上海開設位於中國的第一家分店，但於2009年關閉。
2016年中危贸易额25.62亿美元，其中中方出口23.1亿美元，进口2.52亿美元，同比分别增长13.5%、12.4%和24.1%。2017年1至6月，中危贸易额9.45亿美元，其中中方出口8.89亿美元，进口0.56亿美元，同比分别增长21.7%、6.6%和7.4%。中方主要出口石化、纺织、机械设备、金属制品等，进口水果、糖等。
2024年5月24日，危地马拉总统贝尔纳多·阿雷瓦洛表示，中国拒绝了来自危地马拉部分货物的入境，推测这可能与危地马拉和台湾的外交关系有关。

## 文化关系
尽管没有建交，但两国仍然拥有一定的文化往来，1956年，危地马拉作家米格尔·安赫尔·阿斯图里亚斯前往中国参加了鲁迅逝世20周年的纪念活动。中国也有学者翻译出版了米格尔·安赫尔·阿斯图里亚斯、阿雷瓦洛·马丁内斯等瓜地馬拉作家的小说。
2010年，危地马拉参加了2010年上海世博会，并在中南美洲聯合館进行了展出。